# Dimethylzink
Dimethylzink is een organometaalverbinding van zink.

## Synthese
Dimethylzink kan worden bereid uit reactie van zink en methyljodide:
{\displaystyle {\ce {2Zn + 2CH3I -> Zn(CH3)2 + ZnI2}}}

## Toepassingen
Het wordt gebruikt in de elektronica, onder meer voor het doteren van halfgeleiders door zink uit de gasfase te laten diffunderen in het halfgeleidermateriaal, waarbij dimethylzink als zinkbron fungeert. Hiervoor worden gasmengsels gebruikt die bestaan uit een inert gas zoals argon, helium of stikstofgas, met daarin een kleine hoeveelheid dimethylzink (minder dan 0,05 volumeprocent).
Dimethylzink vindt ook toepassing als katalysator voor diverse chemische reacties.

## Toxicologie en veiligheid
Zuiver dimethylzink is pyrofoor (ontvlamt spontaan in lucht) en ontleedt in een heftige reactie in water. Daarom wordt het commercieel verhandeld als oplossing in heptaan of tolueen. Contact met de huid kan resulteren in ernstige brandwonden. Inademing van de dampen die worden gevormd als het brandt kan metaalrookkoorts veroorzaken, een acute allergische aandoening met als symptomen: droge en geïrriteerde keel, hoest, ademhalingsproblemen, pijn in spieren en gewrichten, koorts, misselijkheid en hevige transpiratie.